# Ziua profesorului

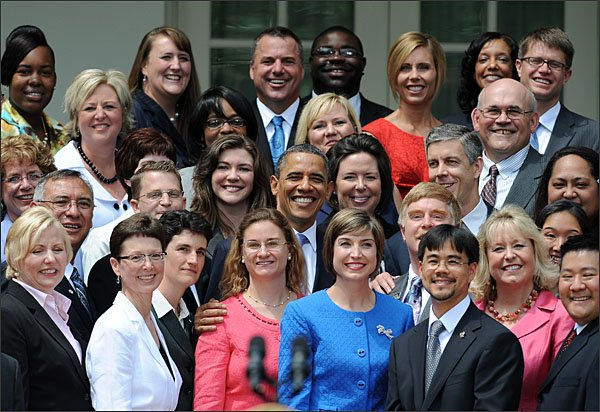
Președintele Obama de Ziua Profesorului în SUA, 2 mai 2011

În mai multe țări, Ziua profesorului este destinată a fi ziua specială de apreciere a cadrelor didactice. În unele dintre ele ziua este sărbătorită la sfârșitul săptămânii, în timp ce în altele este celebrată într-o zi lucrătoare. Din anul 1994, UNESCO a stabilit ca Ziua Internațională a Profesorului să fie celebrată în fiecare an pe 5 octombrie.

## După țară
| Țara                       | Nume                                                      | Data | Note |
| -------------------------- | --------------------------------------------------------- | --- | --- |
| Afganistan                 | Da Maleem Wraz                                            | 24 mai | |
| Albania                    | Festa e mёsuesit                                          | 7 martie | În 1887, prima școală cu predare în limba albaneză s-a deschis în orășelul Korçë. |
| Algeria                    | Eid Al Moalim عيد المعلم (Ziua celebrării profesorului)   | 28 februarie                                                                                                | |
| Argentina                  | Dia del Maestro                                           | 11 septembrie                                                                                               | Se sărbătorește munca lui Domingo Faustino Sarmiento până la deces. |
| Australia                  | World Teachers' Day                                       | Ultima vineri din octombrie. Este o Sărbătoare fără dată exactă                                             | |
| Azerbaijan                 | Beynəlxalq Müəllimlər Günü                                | 5 octombrie                                                                                                 | Între 1965 și 1994 a fost prima duminică din octombrie. Din 1994 este pe 5 octombrie pentru a coincide cu sărbătoarea mondială a profesorului (stabilită în 1994 de UNESCO). |
| Bahrain                    | Eid Al Moalim عيد المعلم (Ziua celebrării profesorului)   | 28 februarie                                                                                                | |
| Bhutan                     | Ziua profesorului                                         | 2 mai | Stabilită pentru aniversarea nașterii celui de-al treilea rege al Bhutanului, cel care a introdus sistemul modern de învățământ în țară. |
| Bolivia                    | Día del Maestro                                           | 6 iunie | |
| Brazilia                   | Dia do Professor                                          | 15 octombrie                                                                                                | Un decret care reglementează funcționarea școlilor elementare în Brazilia. Celebrarea a dobândit popularitate în întreaga țară și pe 15 octombrie a fost desemnat în mod oficial Ziua Profesorilor "în 1963. |
| Canada                     | Teacher's day                                             | 5 octombrie                                                                                                 | nu se sărbătorește |
| Chile                      | Día del Profesor                                          | 16 octombrie                                                                                                | În 1975, data era pe 10 decembrie, deoarece în 1945, pe această dată, poetul național Gabriela Mistral a primit Premiul Nobel. Dar,, din 1977, ziua a fost schimbată pe 16 octombrie, pentru a marca data fondării Colegiului Profesorilor din Chile (Colegio de Profesores de Chile). |
| China (Hong Kong)          | 教師節                                                    | 10 septembrie                                                                                               | |
| China                      | 教师节                                                    | 10 septembrie                                                                                               | |
| China (Taiwan)             | 教師節                                                    | 28 septembrie                                                                                               | Este sărbătorită data nașterii lui Confucius, un renumit maestru și profesor antic. |
| Columbia                   | Día del Profesor                                          | 15 mai | |
| Costa Rica                 | Día del Maestro                                           | 22 noiembrie                                                                                                | |
| Croația                    | Dan učitelja                                              | 5 octombrie                                                                                                 | zi liberă, nu se țin cursuri |
| Cuba                       | Día del Educador                                          | 22 decembrie                                                                                                | nu se țin cursuri, dar în toate școlile se sărbătorește |
| Cehia                      | Den učitelů                                               | 28 martie                                                                                                   | Se sărbătorește ziua nașterii lui John Amos Comenius. Are loc și o competiție numită Zlatý Ámos (Amosul din Aur) iar premierile se fac pe această dată. |
| Ecuador                    |                                                           | 13 aprilie                                                                                                  | |
| Egipt                      | Eid Al Moalim عيد المعلم (Ziua celebrării profesorului)   | 28 februarie                                                                                                | |
| El Salvador                |                                                           | 22 iunie | este ziua națională. |
| Ungaria                    | Pedagógus nap                                             | Prima duminică din iunie                                                                                    | |
| India                      | शिक्षक दिवस Shikshak Divas                                   | 5 septembrie                                                                                                | este data nașterii celui de-al doilea președinte din India, filozof și academician, Dr.Sarvapalli Radhakrishnan. |
| Indonezia                  | Hari Guru                                                 | 25 noiembrie                                                                                                | |
| Iran                       | Rooz-e Moalem روز معلم                                    | pe 2 mai | Comemorarea martirului Dr. Morteza Motahari din 2 mai 1979. |
| Irak                       |                                                           | 1 martie | |
| Jamaica                    | Teachers' Day                                             | 6 mai | este în mod normal, sărbătorită pe data de 6 sau prima zi de joi din mai |
| Iordania                   | Eid Al Moalim عيد المعلم (Ziua celebrării profesorului)   | 28 februarie                                                                                                | |
| Lituania                   | mokytojo diena                                            | 5 octombrie                                                                                                 | între 1965 și 1994 era prima duminică din octombrie. Din 1994 este pe 5 octombrie pentru a coincide cu sărbătoarea mondială a profesorului (stabilită în 1994 de UNESCO). |
| Liban                      | Eid Al Moalim (Ziua celebrării profesorului)              | 9 martie | Între 3 martie și 9 martie au loc toate festivitățile. |
| Libia                      | Eid Al Moalim عيد المعلم (Ziua celebrării profesorului)   | 28 februarie                                                                                                | |
| Malaezia                   | Hari Guru                                                 | 16 mai | |
| Mexic                      | Día del Maestro                                           | 15 mai | |
| Republica Moldova          | Ziua profesorului                                         | 5 octombrie                                                                                                 | între 1965 și 1994 era prima duminică din octombrie. Din 1994 este pe 5 octombrie pentru a coincide cu sărbătoarea mondială a profesorului (stabilită în 1994 de UNESCO). |
| Mongolia                   | Багш нарийн баярын өдөр (Ziua profesorului)               | primul sfârșit de săptămână din februarie                                                                   | |
| Maroc                      | Eid Al Moalim عيد المعلم (Ziua celebrării profesorului)   | 28 februarie                                                                                                | |
| Oman                       | Eid Al Moalim عيد المعلم (Ziua celebrării profesorului)   | 28 februarie                                                                                                | |
| Pakistan                   | Teacher's Day                                             | 5 octombrie                                                                                                 | |
| Panama                     | Día del Maestro                                           | 1 decembrie                                                                                                 | moartea lui Manuel José Hurtado |
| Paraguay                   | Día del Maestro                                           | 30 aprilie                                                                                                  | |
| Peru                       | Día del Maestro                                           | 6 iulie | În timpul războiului pentru independență din Peru, don José de San Martín a înființat prima școală pe 6 iulie 1822. În 1953, președintele Manuel A. Odría a decretat această zi. |
| Filipine                   | Teacher's Day                                             | 5 octombrie                                                                                                 | prin Proclamația Prezidențială Nr. 479 . 28 septembrie se ține în școlile chinezo-filipineze pentru comemorarea filozofului Confucius . |
| Polonia                    | Dzień Nauczyciela                                         | 14 octombrie                                                                                                | aniversarea apariției Comisiei Naționale a Educației în 14 octombrie 1773 din inițiativa regelui Stanisław August Poniatowski |
| Qatar                      | Eid Al Moalim عيد المعلم (Ziua celebrării profesorului)   | 28 februarie                                                                                                | |
| România                    | Ziua profesorului                                         | 5 octombrie                                                                                                 | din 1994, conform deciziei UNESCO |
| Rusia                      | День учителя                                              | 5 octombrie                                                                                                 | între 1965 și 1994 era prima duminică din octombrie. Din 1994 este pe 5 octombrie pentru a coincide cu sărbătoarea mondială a profesorului (stabilită în 1994 de UNESCO). |
| Arabia Saudită             | Eid Al Moalim عيد المعلم ((Ziua celebrării profesorului)) | 28 februarie                                                                                                | |
| Singapore                  |                                                           | 1 septembrie                                                                                                | |
| Slovacia                   | Deň učiteľov                                              | 28 martie                                                                                                   | nașterea lui John Amos Comenius. |
| Coreea de Sud              | 스승의 날                                                 | 15 mai din 1963 în Seoul și din 1964 în orașul Chunju                                                       | |
| Sri Lanka                  | Guru Dinaya (ගුරැ දිනය)                                      | 6 octombrie                                                                                                 | ගුරුවරුන් සිසුන්ගේ දෙවියන් වැනිය |
| Spania                     | Día del Profesor                                          | 29 ianuarie                                                                                                 | |
| Siria                      | Eid Al Moalim عيد المعلم (Ziua celebrării profesorului)   | 18 martie                                                                                                   | |
| Tailanda                   | วันครู                                                      | 16 ianuarie                                                                                                 | Ziua Profesorilor "în Thailanda s-a adoptat printr-o rezoluție de guvern pe 21 noiembrie 1956. Prima zi a profesorilor s-a ținut în 1957. |
| Tunisia                    | Eid Al Moalim عيد المعلم (Ziua celebrării profesorului)   | 28 februarie                                                                                                | |
| Turcia                     | Öğretmenler Günü                                          | 24 noiembrie                                                                                                | Mustafa Kemal Atatürk este considerat Primul Profesor datorită adoptării noului alfabet în Turcia, în 1923, la înființarea Turciei moderne. |
| Emiratele Arabe Unite      | Eid Al Moalim عيد المعلم (Ziua celebrării profesorului)   | 28 februarie                                                                                                | |
| Statele Unite ale Americii |                                                           | Ziua națională a profesorului este ziua de Marți din prima săptămână întreagă din luna mai. (4 mai în 2010) | Asociația Națională a Educației NEA descrie ziua națională a profesorului ca pe "o zi pentru a onora profesorii și recunoașterii contribuțiilor de durată pe care le fac în viața noastră". NEA oferă o istorie a zilei naționale a profesorului. Din 7 septembrie 1976, statul american Massachusetts a stabilit 11 septembrie ca fiind Ziua profesorului. Astăzi în Massachusetts este stabilită prima duminica din iunie. |
| Uzbekistan                 | Oʻqituvchilar Kuni                                        | 1 octombrie                                                                                                 | |
| Vietnam                    | Ngày nhà giáo Việt Nam (Ziua educatorului vietnamez)      | 20 noiembrie                                                                                                | |
| Yemen                      | Eid Al Moalim عيد المعلم (Ziua celebrării profesorului)   | 28 februarie                                                                                                | |